# Vaccinium aitapense
Vaccinium aitapense är en ljungväxtart som beskrevs av Herman Otto Sleumer. Vaccinium aitapense ingår i Blåbärssläktet, och familjen ljungväxter. Inga underarter finns listade i Catalogue of Life.